# チラウ
チラウ（Chilaw, シンハラ語: හලාවත, タミル語: சிலாபம்）はスリランカ北西部州プッタラム県にある町。国内最大の都市コロンボからは80km離れている。

## 歴史
1927年11月、初めてスリランカを訪れていたマハトマ・ガンディーがチラウの町を訪問した。きっかけは、チラウ在住の独立運動家チャールズ・エドガー・コレア、ヴィクター・コレア兄弟の招待であった。コレア兄弟はチラウ協会やセイロン国民議会設立に関わり、セイロンの独立のため尽力した。そのため、現在でもチラウの町はカニ（crab）、ココナッツ（coconuts）、コレア兄弟（Coreas）の3Cが有名だと言われている。

## 宗教施設

### カルメル山の聖母大聖堂
チラウ教区の司教座であるカルメル山の聖母大聖堂は2世紀以上の歴史を有する大聖堂である。伝承ではおよそ200年前、チラウの町が形成されておらずまだ森だった時、薪を探して森に入った女性が「私を連れて行って」という声を聞き、声の元を探すと聖母マリヤの像を見つけた。そこでその女性はマリヤ像を地元の司祭に見せたところ、「カルメル山の聖母」であると考えられた。この伝承は地元では有名となっており、地元の人々は現在大聖堂内にあるマリヤ像がその像であると信じている。そのため、カルメル山の聖母を祈念する7月16日には毎年チラウで祭りが行われ、町中が聖母マリヤに関連するデコレーションで飾られる。

### ムンネスワーラム寺院
ムンネスワーラム寺院は、近隣の村ムンネスワーラムにあるヒンドゥー教寺院である。主な祭神はナヴラトリとシヴァラートリー。ナヴラトリ祭は9日間、シヴァラートリー祭は一晩かけて行われる。これらの祭りに加え、仏教徒も加えて4週間行われるムンネスワラム祭も行われる。